# Persone di cognome Curtis
| Questa pagina contiene informazioni ricavate automaticamente dalle voci biografiche con l'ausilio del template Bio e di un bot. L'aggiornamento è periodico e automatico e ricostruisce completamente la pagina. Se manca una persona in questa lista, sei pregato di non aggiungerla, ma accertati piuttosto che la sua voce biografica contenga il template Bio e che i dati anagrafici siano correttamente compilati. Se il template Bio manca, inseriscilo tu stesso o, in alternativa, metti l'avviso {{tmp\|Bio}} che ne segnala la mancanza. Se i dati riportati sono sbagliati, correggi direttamente la voce biografica; le modifiche saranno visibili in questa lista entro pochi giorni. Per chiarimenti vedi il progetto antroponimi. La lista contiene solo le 52 persone che sono citate nell'enciclopedia e per le quali è stato implementato correttamente il template Bio. Pagina aggiornata al 7 giu 2025. |

Questa è una lista di persone presenti nell'enciclopedia che hanno il cognome Curtis, suddivise per attività principale.

## Allenatori di calcio(1)
- George Curtis, allenatore di calcio e calciatore inglese (West Thurrock, n. 1919 - Basildon, † 2004)

## Allenatori di pallacanestro(1)
- Glenn Curtis, allenatore di pallacanestro statunitense (Eminence, n. 1890 - Indianapolis, † 1958)

## Astronomi(1)
- Heber Doust Curtis, astronomo statunitense (Muskegon, n. 1872 - Ann Arbor, † 1942)

## Attori(7)
- Jack Curtis, attore statunitense (San Francisco, n. 1880 - Hollywood, † 1956)
- Alan Curtis, attore statunitense (Chicago, n. 1909 - New York, † 1953)
- Cliff Curtis, attore neozelandese (Rotorua, n. 1968)
- Donald Curtis, attore statunitense (Cheney, n. 1915 - Desert Hot Springs, † 1997)
- Keene Curtis, attore e doppiatore statunitense (Salt Lake City, n. 1923 - Bountiful, † 2002)
- Ken Curtis, attore statunitense (Lamar, n. 1916 - Fresno, † 1991)
- Nathaniel Curtis, attore e doppiatore britannico (n. 1990)

## Attrici(3)
- Jamie Lee Curtis, attrice statunitense (Los Angeles, n. 1958)
- Kelly Curtis, attrice statunitense (Santa Monica, n. 1956)
- Robin Curtis, attrice statunitense (New York Mills, New York, n. 1956)

## Aviatrici(1)
- Lettice Curtis, aviatrice e ingegnere britannica (n. 1915 - † 2014)

## Botanici(1)
- William Curtis, botanico inglese (Alton, n. 1746 - Brompton, † 1799)

## Calciatori(4)
- Ali Curtis, ex calciatore statunitense (Ann Arbor, n. 1978)
- Dermot Curtis, calciatore irlandese (Dublino, n. 1932 - Exeter, † 2008)
- John Curtis, ex calciatore inglese (Nuneaton, n. 1978)
- Ronan Curtis, calciatore inglese (Londra, n. 1996)

## Cantanti(4)
- Betty Curtis, cantante italiana (Milano, n. 1936 - Lecco, † 2006)
- Chantal Curtis, cantante tunisina († 1985)
- Simon Curtis, cantante e attore statunitense (Michigan, n. 1986)
- Sonny Curtis, cantante, compositore e paroliere statunitense (Meadow, n. 1937)

## Cantautori(1)
- Ian Curtis, cantautore britannico (Stretford, n. 1956 - Macclesfield, † 1980)

## Cestiste(1)
- Anita Curtis, ex cestista inglese (Royston, n. 1957)

## Clavicembalisti(1)
- Alan Curtis, clavicembalista, musicologo e direttore d'orchestra statunitense (Mason, n. 1934 - Firenze, † 2015)

## Designer(1)
- Hillman Curtis, designer e regista statunitense (San Diego, n. 1961 - New York, † 2012)

## Dirigenti sportivi(1)
- Alan Curtis, dirigente sportivo, ex calciatore e allenatore di calcio gallese (Pentre, n. 1954)

## Entomologi(1)
- John Curtis, entomologo inglese (Norwich, n. 1791 - Londra, † 1862)

## Esploratori(1)
- Edward Sheriff Curtis, esploratore, etnologo e fotografo statunitense (Whitewater, n. 1868 - Los Angeles, † 1952)

## Generali(1)
- Samuel Ryan Curtis, generale statunitense (Champlain, n. 1805 - Council Bluffs, † 1866)

## Giocatori di football americano(4)
- Isaac Curtis, ex giocatore di football americano statunitense (Santa Ana, n. 1950)
- Mike Curtis, giocatore di football americano statunitense (Rockville, n. 1943 - St. Petersburg, † 2020)
- McClendon Curtis, giocatore di football americano statunitense (Harrison, n. 1999)
- Tom Curtis, ex giocatore di football americano statunitense (Cleveland, n. 1947)

## Giocatori di football australiano(1)
- Harry Curtis, giocatore di football australiano e dirigente sportivo australiano (Carlton, n. 1892 - South Melbourne, † 1978)

## Golfisti(1)
- Ben Curtis, golfista statunitense (Columbus, n. 1977)

## Magistrati(1)
- Gaetano Curtis, magistrato e scrittore italiano (Cervaro, n. 1866 - Alatri, † 1944)

## Modelle(1)
- Luciana Curtis, supermodella brasiliana (San Paolo, n. 1976)

## Nuotatrici(2)
- Ann Curtis, nuotatrice statunitense (San Francisco, n. 1926 - San Rafael, † 2012)
- Sara Curtis, nuotatrice italiana (Savigliano, n. 2006)

## Ostacolisti(1)
- Thomas Curtis, ostacolista e velocista statunitense (San Francisco, n. 1873 - Nahant, † 1944)

## Politici(3)
- Carl Curtis, politico statunitense (Minden, n. 1905 - Lincoln, † 2000)
- Charles Curtis, politico statunitense (Topeka, n. 1860 - Washington, † 1936)
- John Curtis, politico statunitense (Salt Lake City, n. 1960)

## Registi(3)
- Allen Curtis, regista e sceneggiatore statunitense (New York, n. 1887 - Hollywood, † 1961)
- Adam Curtis, regista inglese (Dartford, n. 1955)
- Simon Curtis, regista, produttore televisivo e produttore cinematografico britannico (Londra, n. 1960)

## Sceneggiatori(2)
- Dan Curtis, sceneggiatore, regista e produttore televisivo statunitense (Bridgeport, n. 1927 - Brentwood, † 2006)
- Richard Curtis, sceneggiatore, produttore televisivo e produttore cinematografico britannico (Wellington, n. 1956)

## Tennisti(1)
- Peter Curtis, tennista britannico (Woking, n. 1945 - † 2019)

## Vescovi cattolici(1)
- Walter William Curtis, vescovo cattolico statunitense (Jersey City, n. 1913 - Trumbull, † 1997)